# 金剛院 (横浜市)
金剛院（こんごういん）は、神奈川県横浜市磯子区にある高野山真言宗の寺院。山号は医王山。本尊は薬師如来。

## 歴史
開創時期には複数の説がある。『新編武蔵風土記稿』によると、長誉により開山され、1696年（元禄9年）1月15日に入寂したとある。横浜市史稿にも、元禄の頃に長誉により創立されたとあるが、1633年（寛永10年）の関東古義真言宗本末帳には宝生寺の末寺として記されている。旧家の過去帳の調査では長誉以前に少なくとも3代の住職がいたと見られ、長誉は堂宇を整備した中興の住職であると考えられる。1745年（延享2年）の根岸領書上には医王山金剛寺と記され、院号は用いられていない。天保年間（1830年～）に記された『新編武蔵風土記稿』では璃瑠山金剛院として、寺号を用いない表記となっていることから、この間に寺号に変更があったものと考えられる。1909年（明治42年）12月25日、達家本浄が17世住職に入山。1918年（大正7年）、火災により建物や文書などを焼失。1932年（昭和7年）、農家を買い取り本堂を再建した。1975年（昭和50年）には本堂を改築、翌1976年（昭和51年）には大黒天の堂と地蔵堂を改築した。67年間にわたり住職を務めた本浄は、1976年11月15日に99歳で入寂した。2003年（平成15年）には新たな本堂が竣工した

## 境内
汐見台と滝頭を結ぶバス通りに並行する旧道（大黒通り）に面する。山門手前には、1938年（昭和13年）に磯子区養豚組合により建立された養豚供養塔がある。敷地には金剛保育園が併設されている。

## 仏像等
本尊は高さ21cmの薬師如来の木造の座像で、厨子には日光菩薩・月光菩薩の彩色画が描かれている。このほか、阿弥陀座像・阿弥陀立像、聖観音菩薩像、弘法大師像が安置されている。1989年（平成元年）には薬師三尊立像を新たに安置し、「夢薬師」と命名した。地蔵堂内には3体の石地蔵、大黒天堂内には福徳大黒天像と子育地蔵尊、厄除不動尊、二童子像が祀られている。横浜磯子七福神の大黒天の札所として、毎年元日から1月15日までは七福神巡りの朱印が用意される。

## 交通
- 横浜市営バス・京浜急行バス　仲久保バス停より徒歩3分[1]